# جبل أميد
جبل أميد (تبوك)، يقع جبل أميد في جبال مدين، في تبوك، شمال غرب المملكة العربية السعودية، بالقرب من حدود الأردن فوق خليج العقبة، ويعتبر واحدا من أعلى الجبال في شبه الجزيرة العربية.